# Abstrakt fotografi

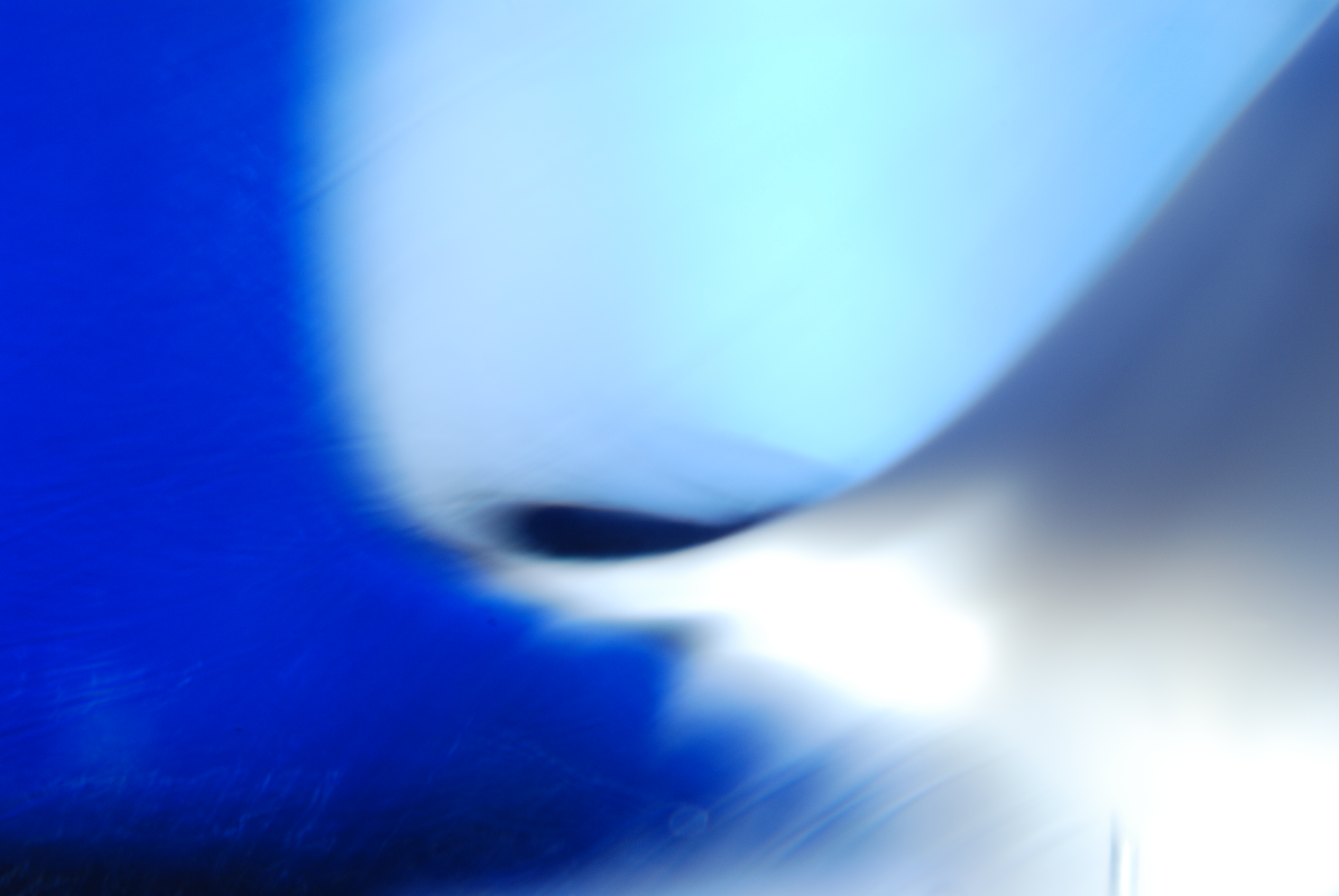
Ett abstrakt makrofotografi av en glaskula.

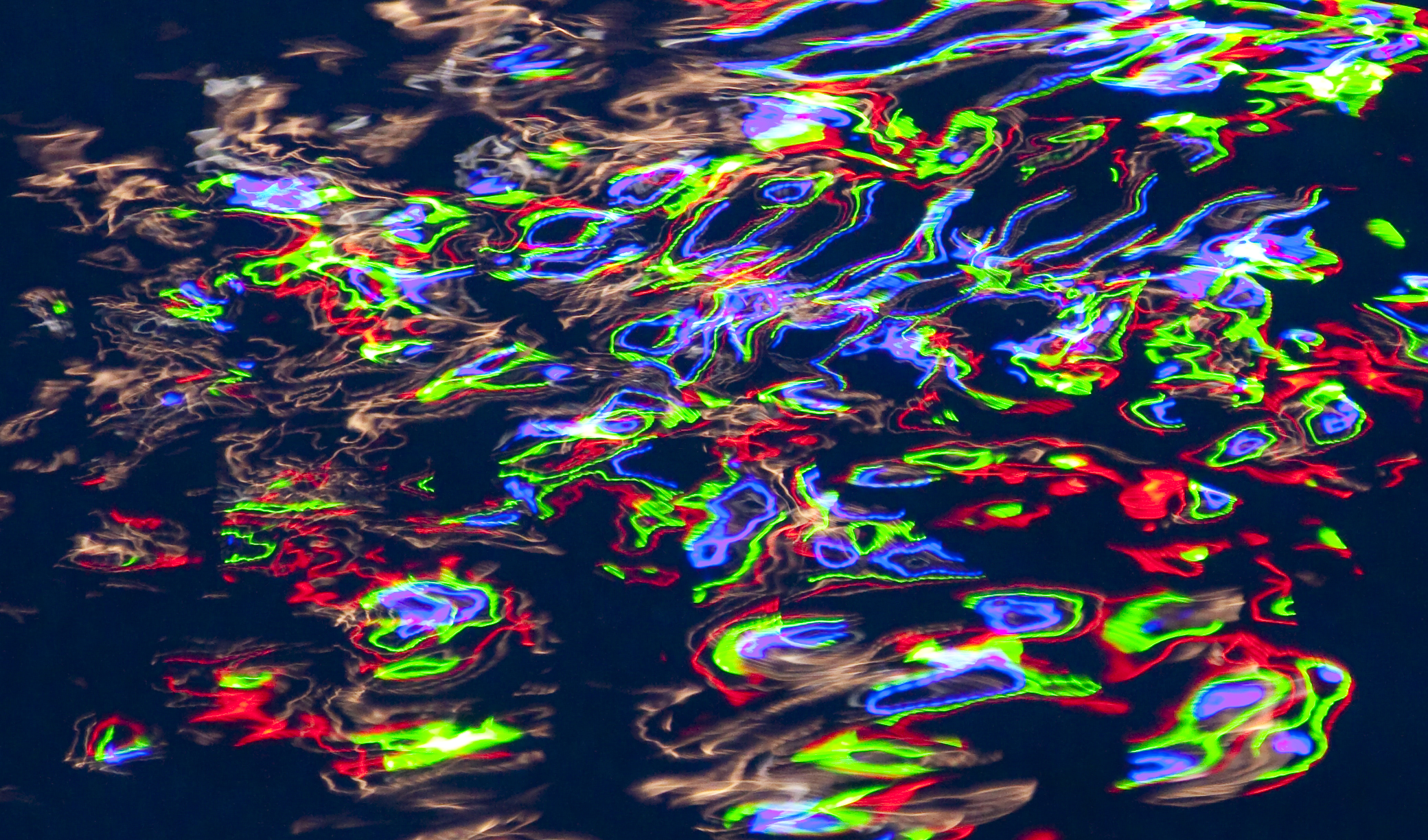
Reflektion och rörelse kombineras för att skapa en abstrakt bild.

Abstrakt fotografi, ibland kallat icke-objektivt, experimentellt eller konceptuellt fotografi, är konsten att skildra en visuell bild som inte har en direkt association med den reella världen utan har skapats genom användandet av fotografisk utrustning, processer eller material. Ett abstrakt fotografi kan isolera ett fragment av en naturlig scen för att sedan ta bort dess medföljande kontext från åskådaren, det kan vara avsiktligt iscensatt för att skapa ett till synes overkligt framträdande från verkliga objekt eller också kan det involvera användandet av ljus, skuggor, texturer och former för att förmedla en känsla, sensation eller andra intryck. Bilden kan skapas med traditionell fotoutrustning såsom med kamera, mörkrum eller med hjälp av en dator, men bilden kan även skapas utan kamera genom att manipulera film, papper eller annan fotografisk media, inklusive digitala presentationer.